# 庫爾特拉克河
庫爾特拉克河是俄羅斯的河流，由羅斯托夫州和伏爾加格勒州負責管轄，屬於奇爾河的左支流，河道全長150公里，流域面積2,760平方公里，河水主要來自融雪，每年十二月至翌年四月結冰。